# María Paz Martínez Unciti
María Paz Martínez Unciti (Madrid, 1918-1936), también conocida como María Paz Unciti o María Paz Unceti, fue una falangista española, fundadora de la organización para mujeres Auxilio Azul junto con su hermana Carina.

## Trayectoria
Unciti fue hija del militar Ricardo Martínez Unciti, que sirvió en la guerra de Filipinas. Es conocida por fundar el Auxilio Azul, formada por integrantes de la Sección Femenina de Falange Española y de las JONS, una organización formada por mujeres que protegía a sus correligionarios desde antes de la Guerra Civil Española. Esta organización llegó a contar con seis mil mujeres y se le añadió posteriormente de manera honorífica el nombre de "María Paz".
El 30 de octubre de 1936, Martínez fue capturada cuando acompañaba a un perseguido a la Embajada de Finlandia. Fue conducida a la checa de Fomento, donde fue interrogada, para ser más tarde fusilada en Vallecas, cuando tenía 18 años. Originalmente, fue enterrada en el cementerio de Vallecas, sin embargo, sus restos fueron exhumados el 27 de noviembre de 1948 y trasladados al día siguiente al cementerio de la Almudena.

## Reconocimientos
En enero de 1942 la Delegación Nacional de Prensa y Propaganda acordó que el premio establecido para estimular los trabajos periodísticos del momento, correspondiente al mes de mayo de 1942, se denominase "Premio María Paz Martínez Unciti", como recuerdo y homenaje a su figura. También, el director falangista Carlos Arévalo dirigió la película 'Rojo y negro' en 1942 basándose en la vida de Martínez.
La primera calle con su nombre en el pueblo de Vallecas data del año 1948. Dicha calle pasaba por la tapia del cementerio, donde fue fusilada, hoy llamada Pico de La Cierva. La ubicación actual se encuentra en la Colonia del Perpetuo Socorro.